# Deutsche Alpenstraße

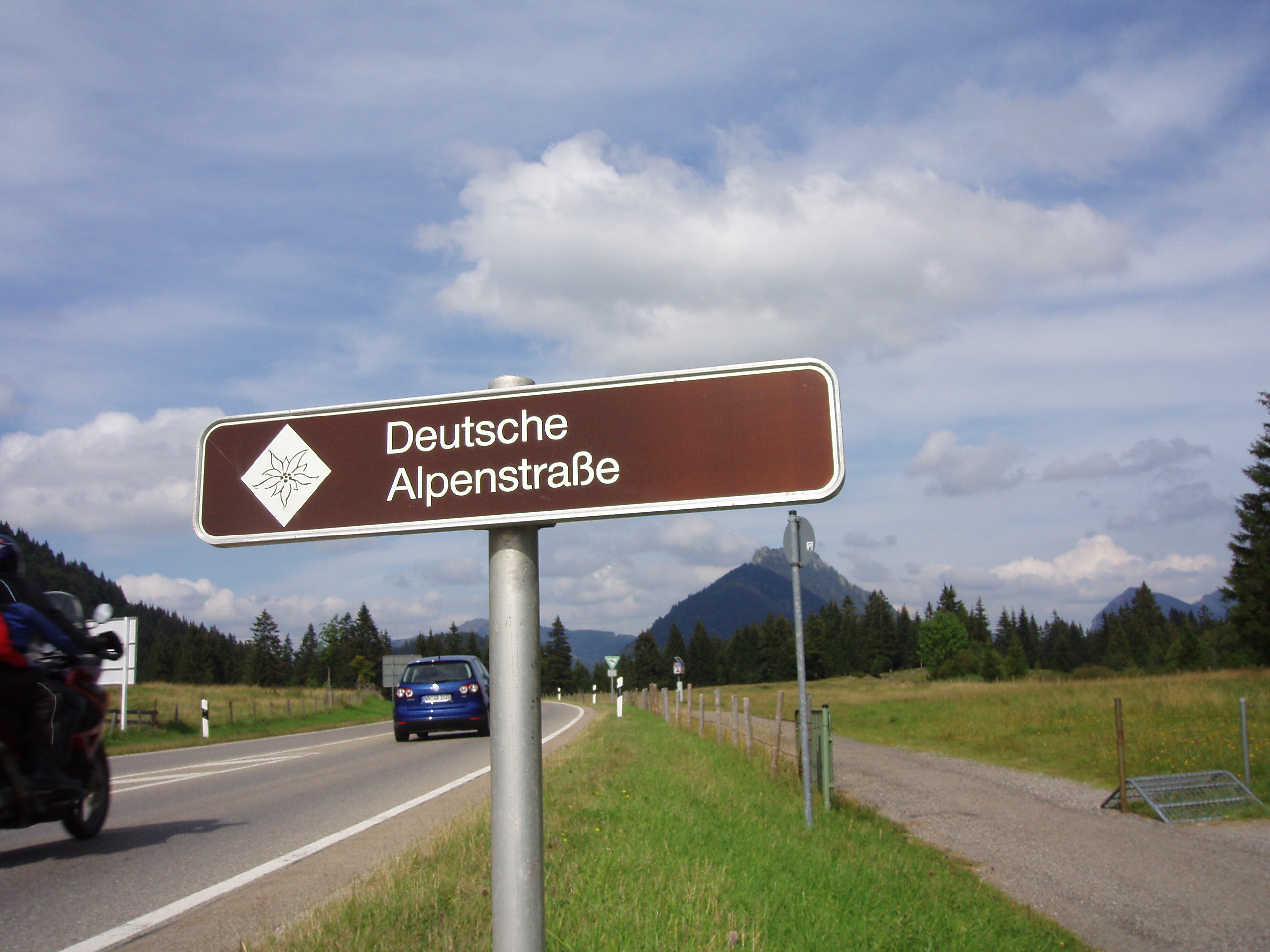

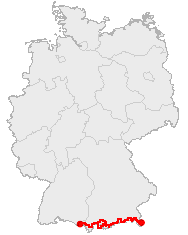

De Deutsche Alpenstraße is een toeristische autoroute in Duitsland. De bewegwijzerde route loopt door de Duitse Alpen, van het Bodenmeer tot Berchtesgaden, over een afstand van 484 kilometer. 
De route dateert van 1927. De oude naam was Queralpenstrasse.